# Saint-Antoine-de-Ficalba
Saint-Antoine-de-Ficalba är en kommun i departementet Lot-et-Garonne i regionen Nouvelle-Aquitaine i sydvästra Frankrike. Kommunen ligger i kantonen Villeneuve-sur-Lot-Sud som tillhör arrondissementet Villeneuve-sur-Lot. År 2022 hade Saint-Antoine-de-Ficalba 714 invånare.

## Befolkningsutveckling
Antalet invånare i kommunen Saint-Antoine-de-Ficalba
| Referens: INSEE |